# Чжан Лосин

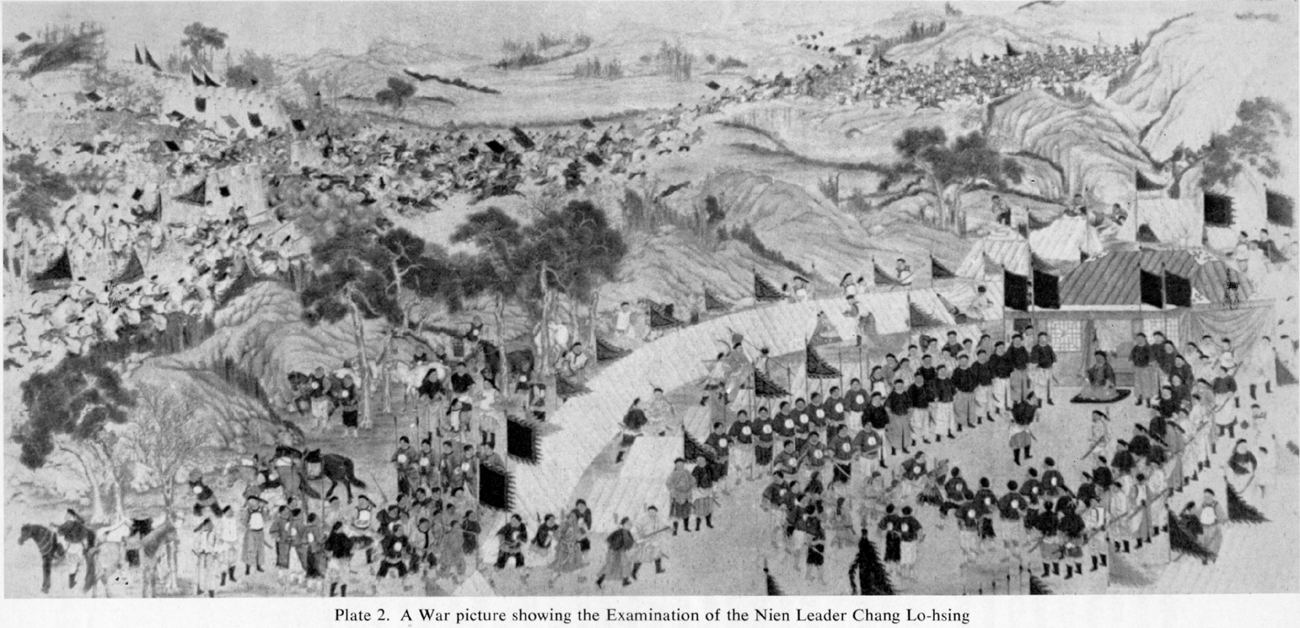

Чжан Лосин (кит. трад. 張樂行, 1810—1863) — предводитель восстания няньцзюней в Китае.

## Биография
Происходил из зажиточной крестьянской семьи, некоторое время занимался контрабандой соли, но разорился. В ноябре 1852 года возглавил первое вооружённое выступление няньцзюней, поднятое членами тайных обществ «нянь» (что означает «жгут из промасленной бумаги», а также «союз», «сообщество», «братство») в северной части части провинции Аньхой. В 1853 году няньцзюни численностью до 100 тыс. человек развернули партизанскую войну, что вызвало попытки цинских властей переманить Чжан Лосина на свою сторону. В феврале 1853 года Чжан Лосин перешёл на сторону пекинского правительства, но в 1854 вновь примкнул к повстанцам. В это время пекинское правительство, разгромив силы, участвовавшие в Северном походе тайпинов, во второй половине 1854 года бросило против няньцзюней крупные силы и нанесло им ряд тяжёлых поражений. Это вынудило няньцзюней объединиться. В августе 1855 года их командиры собрались в Чжихэцзи на севере провинции Аньхой на совещание, и провозгласили создание повстанческого союза, получившего название «Великое Ханьское государство», во главе с Чжан Лосином. После этого Чжан Лосин на протяжении нескольких лет вел партизанскую войну в северном Аньхое. В 1857—1861 годах отряды под его командованием сотрудничали с тайпинами. В марте 1863 года под Чжихэцзи была разгромлена самая крупная армия няньцзюней под командованием Чжан Лосина, погибло более 20 тысяч повстанцев, а сам Чжан Лосин попал в плен и был казнён.